# Quinto Marcio Filippo
Quinto Marcio Filippo (latino: Quintus Marcius Philippus; fl. III secolo a.C.) fu un console romano.

## Biografia
Fu eletto console nel 281 a.C. con Lucio Emilio Barbula e gli fu affidato il compito di continuare la guerra contro i macedoni. Il 1º aprile ricevette l'onore del trionfo in seguito alla vittoria riportata su di loro.
Nel 263 a.C. fu magister equitum del dittatore Gneo Fulvio Massimo Centumalo.